# Vietnams ambassad i Stockholm
Vietnams ambassad i Stockholm (även Vietnamesiska ambassaden) är Vietnams representation i Sverige. Ambassadör sedan 2020 är Phan Dang Duong.

## Fastighet
Ambassaden är belägen i Örby slott vid Örby Slottsvägen 26 i Älvsjö. Slottet uppfördes cirka 1674 på uppdrag av den dåvarande landshövdingen Henrik Falkenberg.

## Beskickningschefer
| Namn                 | Period    | Funktion   |
| -------------------- | --------- | ---------- |
| Nguyen Duc Hoa       | 2010-2013 | Ambassadör |
| Tran Van Hinh        | 2013-2017 | Ambassadör |
| Thi Phuong Dung Doan | 2017-2020 | Ambassadör |
| Phan Dang Duong      | 2020-idag | Ambassadör |